# Економічна важливість бактерій
Економічна важливість бактерій полягає в тому, що людина може свідомо використовувати їх безліччю вигідних шляхів. Попри те, що деякі бактерії шкідливі, наприклад, викликають хвороби і псують харчові продукти, економічна важливість біотехнологічного використання бактерій дуже висока й перспективна для циркулярної економіки та сталого розвитку.

## Корисні бактерії
Багато бактерій вигідні людству і грають економічно важливі ролі.

### Біотехнології і бактерії
Біотехнологія визначається, як використання організмів, наприклад бактерій, грибів і водоростей для виробництва продукції і у сфері послуг. Галузі їх використання включають:
- Процеси бродіння, що використовуються у пивоварінні, виготовленні сиру і масла. Бактерії (звичайно Lactobacillus) в комбінації з дріжджами і цвіллю, протягом тисяч років використовуються для виробництва продуктів бродіння, наприклад сиру, солених овочів, соєвого соусу, оцту, вина і кефіру.
- Виробництво хімічних речовин, таких як етанол, ацетон, біополімери[1], органічні кислоти, ферменти, парфуми тощо. У хімічній промисловості, бактерії найважливіші у виробництві енантіомерно чистих речовин для використання у фармацевтичній прописловості та сільському господарстві[2].
- Фармацевтична продукція, наприклад, антибіотики, вакцини і стероїди.
- Виробництво енергії у формі біогазу (метаногени). (див. також Біопаливо)
- Виробництво харчових продуктів, таких як напої, молочна продукція, амінокислоти і білки.
- Сільське господарство, наприклад, харчування тварин, виробництво компосту, інших добрив, пестицидів, фіксація азоту, культури рослинних і тваринних тканин.
- Гірнича справа, де бактерії та інші мікроорганізми використовуються для виділення корисних речовин із гірських порід, наприклад, виділення міді.

### Генна інженерія та бактерії
Генна інженерія — це методи маніпулювання генів, що також називається технологією рекомбінантної ДНК. У генній інженерії, шматки ДНК (гени) вводяться до клітин хазіїна за допомогою системи носіїв (вектора). Інородна ДНК стає постійною частиною хазяїна, реплікуючись у дочірніх клітинах разом з рештою ДНК. Бактеріальні клітини відносно легко перетворювати таким чином, тому вони широко використовуються у виробництві комерційно важливої продукції. Приклади — виробництво інсуліну людини (використовується проти діабету), гормону росту людини (соматотропіну, який використовується для лікування карликовості), антибіотиків та антитіл, які можуть використовуватися проти бактеріальних і вірусних хвороб.

### Мочка волокон
Бактеріальні популяції, особливо Clostridium butyclicum, використовуються для відокремлювання волокон джуту, коноплі, льону, тощо Сетли рослин погружаються у воду і коли вони роздуваються, додаються бактерії, які гідролізують пектини клітинних стінок і відокремлюють волокна. Ці відокремлені волокна використовуються для виробництва тканин.

### Травлення
Деякі бактерії, що живуть в кишці рогатої худоби, конів та інших травоїдних тварин виділяють ферменти, що допомагають розчиняти целюлозу клітинних стінок рослинних клітин. Целюлоза є головним джерелом енергії для цих тварин.

### Синтез вітамінів
Багато бактерій синтезують корисні вітаміни. Наприклад, Escherichia coli, бактерія, що живе в людській кишці, особливо прямій кишці, синтезує вітамін B і випускає його для людського використання. Так само, Clostridium butyclicum використовується для комерційного виробництва рибофлавіну, вітаміну B.

### Обробка відходів
Бактерії та археї, як аеробні, так і анаеробні, використовуються для очищення стічної води. Вони руйнують органічну речовину до безневинної розчинної неорганічної грязі у призначених для цього резервуарах. Газ метан, що часто виробляється у цьому процесі, використовується як джерело енергії. Так само отруйні хімічні речовини, синтезовані живими організмами, та пестициди руйнуються за допомогою бактерій.
Генна інженерія допомагає створювати нові види бактерій, корисні для цього процесу, наприклад, виведений, використовуючи методи генної інженерії, вид бактерій Pseudomonas putida може руйнувати ксилол і камфору.
Здатність бактерій руйнувати різноманітність органічних сполук чудова і часто використовується в обробці відходів та біоремедіації. Бактерії, здібні до переварення вуглеводнів, зокрема нафти, часто використовуються для збору розлитої нафти та нафтопродуктів. Наприклад, після катастрофи танкера Ексон Валдес в затоці Принца Вільгельма була розлита значна кількість нафти. В спробі очистити узбережжя від нафти, на деякі пляжі були викинуті культури бактерій, які показали свою ефективність на не дуже сильно забруднених територіях. Бактерії також широко використовуються для біоремедіації промислових токсичних відходів.

### Боротьба з шкідниками
Див. також: Біологічна боротьба з шкідниками
Бактерії можуть також використовуватися замість пестицидів для боротьби з шкідниками. Частіше за все використовується Bacillus thuringiensis (також відома як BT), грам-позитивна, ґрунтова бактерія. Ця бактерія використовується як інсектицид, специфічний до лускокрилих і навіть продається комерційно під торговими марками Dipel і Thuricide. Через свою специфічність, такі пестициди розглядаються як екологічно дружні, з незначним впливом на людину, дику природу, запилювачів і на корисних комах.

## Шкідливі бактерії
Деякі бактерії шкідливі й діють або як патогени рослин та тварин, або грають роль у псуванні харчових продуктів.

### Збудники хвороб
Див. також: Бактерії та здоров'я людини
Організми, які є причиною хвороб, називаються патогенами або хвороботворними організмами. Деякі бактерії хвороботворні і викликають хвороби як в тваринах, так і в рослинах, хоча дещо частіше вони нападають саме на тварин, ніж до рослини.

### Псування харчових продуктів
Сапротрофні бактерії (наприклад, маслянокислі бактерії) населяють і переробляють органічну речовину. Ця характеристика складає для людства проблему збереження харчових продуктів, тому що такі продукти як зерно, м'ясо, риба, овочі, фрукти і молочні продукти часто атакуються сапротрофними бактеріями і псуються. Тому для збереження цих продуктів необхідне вживання засобів повного (стерилізації) або часткового знищення бактерій, для чого використовуються методи пастеризації, інші типи термічної обробки, обробка деякими хімічними речовинами, такими як спирт і консерванти і, нарешті, упаковка, непроникна для бактерій.

## Додаткова література

### Книги
- Inamuddin; Ahamed, Mohd Imran; Prasad, Ram, ред. (2022). Application of Microbes in Environmental and Microbial Biotechn Microbial Biotechnology (англ.). Singapore: Springer Nature . ISBN 978-981-16-2224-3.

### Журнали
- Microbial Cell Factories
- Microbial Biotechnology

### Статті
- Akinsemolu Adenike; Onyeaka Helen; Fagunwa Omololu; Adenuga, Adewale Henry (2023-01). Toward a Resilient Future: The Promise of Microbial Bioeconomy. Sustainability (англ.) 15 (9). doi:10.3390/su15097251.
- Gholami-Shabani, Mohammadhassan; Shams-Ghahfarokhi, Masoomeh; Razzaghi-Abyaneh, Mehdi (14 лютого 2023). Food Microbiology: Application of Microorganisms in Food Industry. Health Risks of Food Additives — Recent Developments and Trends in Food Sector (англ.). IntechOpen. doi:10.5772/intechopen.109729.
- Cámara Miguel; Green William; MacPhee Cait E. та ін. (26 травня 2022). Economic significance of biofilms: a multidisciplinary and cross-sectoral challenge. npj Biofilms and Microbiomes (англ.) 8 (1). doi:10.1038/s41522-022-00306-y.
- Tshikantwa, Tiroyaone Shimane; Ullah, Muhammad Wajid; He, Feng; Yang, Guang (2018). Current Trends and Potential Applications of Microbial Interactions for Human Welfare. Frontiers in Microbiology 9. doi:10.3389/fmicb.2018.01156.
- Sessitsch, Angela; Brader, Günter; Pfaffenbichler, Nikolaus; Gusenbauer, Doris; Mitter, Birgit (2018-09). The contribution of plant microbiota to economy growth. Microbial Biotechnology (англ.) 11 (5). с. 801–805. doi:10.1111/1751-7915.13290.
- Timmis Kenneth; de Lorenzo Victor; Verstraete Willy та ін. (2017-09). The contribution of microbial biotechnology to economic growth and employment creation. Microbial Biotechnology (англ.) 10 (5). doi:10.1111/1751-7915.12845.